# Elizabeth Wathuti

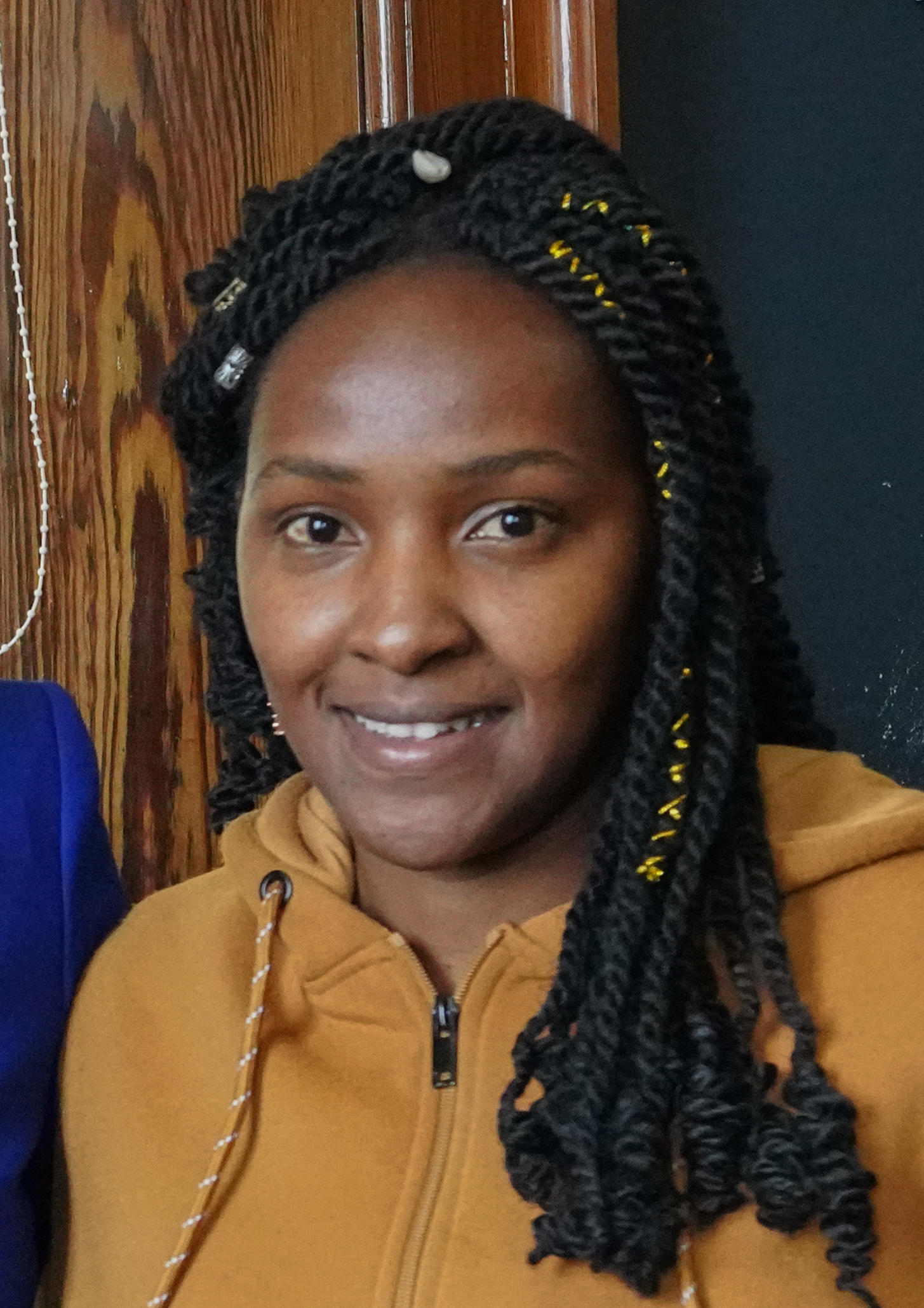
Elizabeth Wathuti 2022

Elizabeth Wathuti (geboren am 1. August 1995) ist eine kenianische Klimaschutzaktivistin, die die Green Generation Initiative gründete und unter anderem auf der UN-Klimakonferenz in Glasgow 2021 mit ihrem Aufruf für mehr Solidarität im Angesicht der Klimakrise international bekannt wurde.

## Leben und Aktivismus
Elizabeth Wathuti wuchs in der Gegend des Mount Kenya auf. Schon in der Grundschule setzte sie sich für Umweltschutz ein, ihr Vorbild dabei war Wangari Maathai. Zunächst pflanzte das Mädchen Bäume in der Umgebung ihrer Schule. Sie erlebte in der Folge, dass die Setzlinge aufgrund des trockener werdenden Klimas nicht zu gesunden Bäumen heranwachsen konnten. Erzählungen ihrer Großmutter über das Wetter in früheren Jahren, sowie das Verschwinden der einst fast allgegenwärtigen Getreidespeicher aufgrund von Nahrungsmittelmangel nach Dürren, führten ihr die Folgen der globalen Erwärmung vor Augen.
Sie gründete 2016 die Green Generation Initiative, eine von Jugendlichen geführte Organisation mit dem Ziel Gemeinschaften und vor allem Kinder und junge Menschen dabei zu unterstützen, Lösungen für die Klimakrise und ökologische Probleme zu suchen. Die Initiative setzt dabei vor allem auf Aufklärung, Aktivismus und das Pflanzen von Bäumen.
Elizabeth Wathuti hat einen Abschluss in Umweltforschung. Sie leitet die Kampagnen der Wangari Maathai Foundation.
2021 sprach Elizabeth Wathuti auf der UN-Klimakonferenz in Glasgow und rief die Regierenden überall auf der Welt dazu auf, ihre Herzen für die zu öffnen, die am meisten unter den verheerenden Auswirkungen des Klimawandels leiden. Dabei sprach sie insbesondere über die Folgen von Entwaldung in ihrem Heimatland Kenia, wie Überschwemmungen und Trockenheit, die zu Hunger führen, sowie über ihre ganz persönlichen Erfahrungen mit dem Verlust einer lebenswerten natürlichen Umgebung. In der Folge wurde Elizabeth Wathuti zu internationalen Konferenzen und Events rund um die Welt eingalden, so zu der Konferenz von Sustainable Energy for All in Ruanda, dem Weltwirtschaftsforum und dem Glastonbury Festival. Vor der UN-Klimakonferenz in Scharm asch-Schaich 2022 reiste sie durch Europa, um mit Politikern und Politikerinnen über die Auswirkungen der Klimakrise zu sprechen und um für mehr Unterstützung für deren Bekämpfung zu werben. Unter anderem beteiligte sie sich an den Protesten gegen die Fortsetzung des Kohleabbaus in Garzweiler und die Zerstörung des Weilers Lützerath. Anschließend sprach sie auf der Eröffnungsveranstaltung der UN-Klimakonferenz.
2022 nahm das Time Magazin sie auf die Liste der Time100 Next.